# Caravantio
Caravantio fue un príncipe ilirio de la familia de los Labeates, el único hijo legal del rey Pleurato III con su legítima esposa Eurídice. Su medio hermano Gencio fue el último rey ilirio de los ardieos, luchó con él contra los epicarianos ( 168 a. C. ).